# Waldemar Kobus
Waldemar Kobus (Ortelsburg, 16 aprile 1966) è un attore tedesco.

## Biografia
Kobus è nato a Ortelsburg (l'odierna Szczytno, in Polonia) e, poiché di etnia tedesca, si è trasferito in Germania nel 1970. Dal 1988 al 1991 ha frequentato la scuola di arti dello spettacolo Otto-Falckenberg-Schule di Monaco di Baviera, in Germania. In seguito si è esibito in numerosi spettacoli teatrali a Francoforte, Bochum, Stoccarda, Zurigo, Vienna e Colonia. Ha recitato in spettacoli televisivi a partire dai primi anni 1990 e dal 2001 cominciò ad essere riconosciuto dal pubblico per i suoi ruoli in film e spettacoli televisivi, in particolare grazie al suo ruolo nella commedia tedesca Alles Atze, in cui interpreta l'ufficiale di polizia Viktor Schimanek.
Il suo successo internazionale è arrivato con il ruolo dell'ufficiale delle SS Günther Franken nel film Black Book del regista olandese Paul Verhoeven. Nel 2007 ha doppiato lo Yeti nel film d'animazione Lissi und der wilde Kaiser. Ha recitato anche nel film Speed Racer delle sorelle Wachowski. Nel film Operazione Valchiria ha interpretato il capo della polizia di Berlino. Nel mese di ottobre 2008 ha recitato nel film Miracolo a Sant'Anna del regista Spike Lee. Oltre a recitare, è anche un cantante e si è esibito presso il Kölner Karneval, oltre a collaborare con i compositori Klaus Fehling e Uli Winters.

### Vita privata
Sposato con l'attrice tedesca Traute Hoess, vive con lei a Bochum.

## Filmografia parziale
- Lissy - Principessa alla riscossa (Lissi und der wilde Kaiser), regia di Michael Herbig (2007) - voce
- Operazione Valkiria  (2008) - Police Chief Wolf-Heinrich von Helldorf
- Nord Nord Mord - serie TV, 5 episodi (2015-2018)
- Der Hauptmann, regia di Robert Schwentke (2017)
- Babylon Berlin – serie TV, 4 episodi (2017)
- La vita nascosta - Hidden Life (A Hidden Life), regia di Terrence Malick (2019)
- Il flauto magico (The Magic Flute), regia di Florian Sigl (2022)
- Das Boot – serie TV, episodi 4x01-4x02-4x03 (2023)